# Blennidus laurentianus
Blennidus laurentianus là một loài bọ chân chạy thuộc phân họ Pterostichinae. Loài này được Straneo mô tả năm 1986.